# Kurîlivka, Konotop
Kurîlivka (în ucraineană Курилівка) este localitatea de reședință a comunei Jovtneve din raionul Konotop, regiunea Sumî, Ucraina.

## Demografie
Componența lingvistică a localității Kurîlivka
     Ucraineană (98,78%)
     Alte limbi (0,95%)
Conform recensământului din 2001, majoritatea populației localității Kurîlivka era vorbitoare de ucraineană (98,78%), existând în minoritate și vorbitori de alte limbi.